# 高儀 (明朝)
高儀（1517年—1572年），字子象，號南宇。浙江錢塘縣人。明朝政治人物，嘉靖辛丑進士，官至禮部尚書。

## 生平
嘉靖十九年（1540年）庚子科浙江乡试第六名举人，嘉靖二十年（1541年）聯捷二甲第一名進士（傳臚）。选翰林院庶吉士，授翰林院编修。歷侍講學士，掌南京翰林院，召為太常卿，掌國子監事。擢禮部右侍郎，改吏部，教習庶吉士。嘉靖四十五年（1566年）官禮部尚書，家中失火，苦無經費重建，遂借住友人家中。後引疾歸。隆慶六年（1572年）高拱推薦，起以故官侍東宮講讀。同年五月二十六日，明穆宗病危，召高拱、張居正及高儀三人為顧命大臣。六月十六日，張居正聯合馮保將高拱趕出朝廷。高儀寢食不安，月餘嘔血死，追贈太子太保，諡文端。

## 著作
有《高文端奏議》。

## 家族
曾祖高源。祖父高富。父高鉞。前母曹氏，母徐氏。具庆下。兄儒、倫。弟伟。

## 延伸阅读
[在维基数据编辑]
 《國朝獻徵錄·卷之十七》，出自焦竑《國朝獻徵錄》
 《明史卷一百九十三》，出自《明史》

| 官衔        | 官衔                       | 官衔          |
| ----------- | -------------------------- | ------------- |
| 前任： 高拱 | 明朝禮部尚書 1566年-1569年 | 繼任： 殷士儋 |